# The Sims 4: В ресторане
The Sims 4: В ресторане (англ. The Sims 4: Dine Out) — третий игровой набор к компьютерной игре The Sims 4. Выход набора состоялся 7 июня 2016 года на цифровой платформе Origin. Тема набора завязана вокруг возможности организовывать ресторанный бизнес самому и посещать рестораны.
Игровой набор «В ресторане» создавался в ответ на желание многих игроков посещать рестораны. Разработчики решили развить данную идею до возможности ведения ресторанного бизнеса, а также возможности создать ресторан в соответствии со вкусом игрока.
Критики заметили, что игровой процесс ведения ресторанного бизнеса в целом интересен, представляя собой скорее «игру в игре». Тем не менее удовольствие портит в некоторых ситуациях несовершенство ИИ персонажей, также тематика дополнения в целом довольно специфична, чтобы её стоило приобретать, если игрок не является поклонником управляемых карьер.

## Геймплей
Игровой набор добавляет возможность управлять рестораном. Менеджер может нанять повара, чтобы готовить еду и официантов, которые будут обслуживать посетителей. Игрок может взять готовый ресторан, или сам построить его, используя желаемый стиль. Помимо этого можно выбирать одежду для официантов и составлять меню. Управление рестораном является бизнесом. Игрок сам устанавливает цены на еду и следит за тем, чтобы его подчинённые справлялись со своей работой, если в ресторане будет плохая организация, это вызовет недовольство у посетителей и ресторан будет терять репутацию. Ресторан — вид общественного участка, который также может посетить управляемый сим даже будучи клиентом. Набор добавляет ряд тематических предметов, которые позволят лучше обустроить ресторан или иное общественное пространство.

## Создание и выпуск
Официальный анонс третьего набора состоялся 17 мая 2016 года. Игровой набор В «Ресторане» создавался в ответ на желание многих игроков возможность посещать рестораны в The Sims 4. Разработчики решили расширить данную возможность до возможности ведения ресторанного дела. Команда хотела добавить множество блюд, «похожих на произведения искусства» и для этого изучали «экспериментальные и высокотехнологичные» блюда из кулинарного мира. Одновременно разработчики старались избегать разных ограничений в возможности ведения ресторанного дела, так, чтобы игрок мог свободно воплощать свои творческие идеи, он волен выбирать оформление и стиль ресторана, название, одежду работников, составлять меню и другое.
Выход набора состоялся 7 июня 2016 года и доступен для онлайн-покупке в цифровой платформе Origin. На физических носителях набор вышел в составе коллекции The Sims 4 Коллекция 3 (англ. The Sims 4 Bundle Pack 3) 26 мая 2016 года. 4 декабря 2018 года дополнение вышло для игровых приставок PlayStation 4 и Xbox One.

## Музыка
Вместе с игровым набором в The Sims 4 был добавлен ряд джазовых композиций. 
| №  | Название                | Автор(ы)      | жанр/звучит вː | Длительность |
| -- | ----------------------- | ------------- | -------------- | ------------ |
| 1. | «Tootle Pip»            | Пол Моттрэм   | Джаз           | 1:59         |
| 2. | «Sidewalk Saunter»      | Пол Моттрэм   | Джаз           | 3:23         |
| 3. | «Cast Your Cares Away»  | Пол Моттрэм   | Джаз           | 3:28         |
| 4. | «Candle and Firelight»  | Тим Гарлэнд   | Джаз           | 5:08         |
| 5. | «When Dreams Come True» | Тобин и Меган | Джаз           | 3:00         |

## Восприятие
| Сводный рейтинг    | Сводный рейтинг |
| Агрегатор          | Оценка          |
| ------------------ | --------------- |
| GameRankings       | 70 %            |
| Иноязычные издания |                 |
| Издание            | Оценка          |
| Gry Online         | 6,6/10          |

Сайт TheGamer назвал «В Ресторане» по состоянию на 2019 год пятым лучшим игровым набором в The Sims 4. Данный игровой набор оказался третьим самым популярным у игроков. 
Критики оставили сдержанные отзывы об игровом наборе. Так рецензент Gaming Trend заметил, что «В ресторане» делает ещё один шаг к тому, чтобы базовая игра The Sims 4 становилась всё более полноценной. С одной стороны набор мало что добавляет в геймплей, поэтому игрокам, не заинтересованным в покупке еды за пределами дома, могут спокойно не покупать его. Тем не менее он добавляет множество возможностей управлять ресторанным бизнесом и позволяет использовать игроку все имеющиеся в игре ресурсы, чтобы продвигать свой ресторан и по сути является игрой в игре. Набор «В ресторане» позволяет игроку «вложится в новое дело внутри игры, чтобы затем с гордостью наблюдать за своим творением».  
Рецензент Brashgames заметил, что хотя игровой набор приносит в The Sims 4 совершенно новый игровой процесс, он тем не менее выглядит подвешено и тускло. Также критик заметил наличие глюков и недоработок, например он столкнулся с ситуацией, когда его персонаж ждал 4 внутриигровых часа свой заказ, или когда официанты наблюдали за симами в процессе поедания блюда. С одной стороны вести ресторанный бизнес интересно, но тем не менее критик не оценил то, что управляемый персонаж может работать только менеджером, а не шеф поваром ещё например. Тем не менее критик в общем советует купить набор, так как он добавляет новый игровой процесс, который найдут интересным многие игроки, особенно если они ранее пробовали себя в бизнесе, в дополнении «На работу».